# Fili-Park

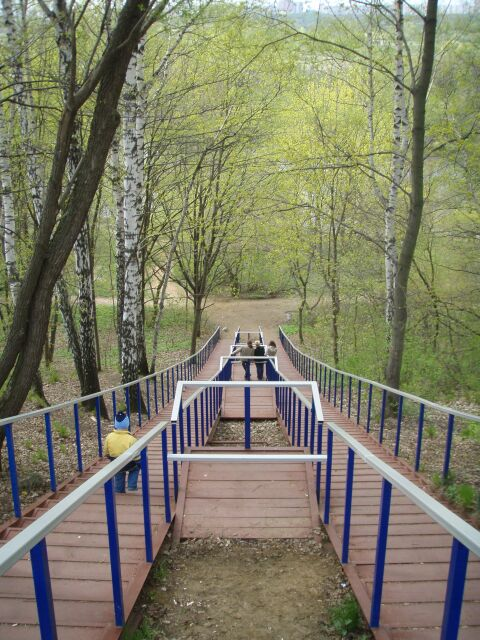
Fili-Park, Treppe hinunter zum Moskwa-Ufer

Der Fili-Park (russisch Филёвский парк) ist ein Stadtwaldgebiet im Westlichen Bezirk der Stadt Moskau. Er erstreckt sich über rund fünf Kilometer entlang des rechten, stellenweise steilen Ufers der Moskwa und ist insgesamt 280 Hektar groß.
Der Park, für den die Ortslage Fili namensgebend ist, auf deren Gebiet er liegt, besteht seit dem 17. Jahrhundert und gehörte ursprünglich zu einem Landgut der Adelsfamilie Naryschkin. Damals bestanden große Teile des Parks noch aus Urwaldflächen und waren ein bevorzugtes Jagdgebiet für die Gutsherren und ihre Gäste, zu denen auch Peter der Große, Katharina die Große sowie der preußische König Friedrich Wilhelm III. gehörten. Das frühklassizistische Herrenhaus der Naryschkins (erbaut in den 1820er-Jahren, umgebaut 1874) ist bis heute erhalten und steht unter Denkmalschutz.
Eine weitere Sehenswürdigkeit des Fili-Parks sind Reste alter Besiedelungen aus dem 5.–7. Jahrhundert v. Chr. Die Waldflächen wurden 1978 zu einem Gartendenkmal erklärt und beinhalten vor allem Laubbäume, von denen einige über 100 Jahre alt sind. Heute ist der Fili-Park ein beliebtes Naherholungsgebiet.
Der Fili-Park ist namensgebend für den Stadtteil Filjowski Park sowie für den nahegelegenen gleichnamigen U-Bahnhof der Moskauer Metro.

## Die Geschichte
17. Jahrhundert
Historisch befand sich an der Stelle des heutigen Parks und seiner Umgebung das Dorf Fili. Die ersten schriftlichen Zeugnisse darüber als Gut der Fürstin Irina Iwanowna Mstislawskaja stammen aus dem Jahr 1627, aber es ist bekannt, dass das Dorf bereits früher existierte. In einer Chronik von 1454 wird erwähnt, dass der Bojar Pjotr Dobrynski dem Metropoliten Jona von Moskau „für seine Seele und seine gesamte Familie“ das ihm gehörende Kloster des heiligen Sawwa (das sich auf dem Mädchenfeld befand), eine Mühle an der Mündung der Setun sowie zwei Dörfer bei dem Dorf Krylatskoje – Olfertschikowo und Ipskoye – übertrug.
Nach dem Tod von Mstislawskaja und bis 1689 waren Fili geschütztes königliches Jagdgebiet. Es ist bekannt, dass Alexei Michailowitsch in dieser Gegend gerne jagte und streng verbot, Vögel in den Sümpfen, die das Dorf damals umgaben, mit Hunden zu hetzen. Im Jahr 1689 übergab Peter I. die Ländereien von Fili und Kunzewo seinem Onkel, Lew Kirillowitsch Naryschkin. Ein Jahr später erwarb Naryschkin das benachbarte Dorf Kunzewo. In den folgenden 175 Jahren gehörten die Ländereien von Fili-Kunzewo seiner Familie. Naryschkin gestaltete das Gebiet um: Er baute ein hölzernes Herrenhaus mit einem Turm und eine steinerne Kirche im Stil, der später als Naryschkin-Barock bekannt wurde. Neben der Kirche legte er einen regelmäßigen Park mit Rasenflächen an, die die Silhouette des Kirchenplans nachahmten: oval, quadratisch und vierblättrig. So entstand der Filjowski-Park.
18.–19. Jahrhundert
Im 18. Jahrhundert widmeten sich die Naryschkins aktiv der Gestaltung ihrer Ländereien. In Kunzewo wurden die Kirche der Gottesmutter von der Ikone der Zeichen und ein großes Herrenhaus errichtet, im Park wurden Gärten und Gewächshäuser angelegt[1], sowie Teiche entworfen und ein Park angelegt, der nach Iwan Turgenew benannt wurde, nachdem dieser den Ort in seinem Roman „Am Vorabend“ beschrieben hatte.
Der gegen Ende des 18. Jahrhunderts gestaltete Landschaftspark bestand aus zwei Teilen: dem oberen, der das Herrenhaus und das Gewächshaus umgab, und dem unteren, der die Skulptur „Pluto, der Proserpina entführt“ (es gibt Vermutungen, dass ihr Autor Paolo Triscorni war) und den nicht erhaltenen steinernen Grotto mit dem „Heiligen Brunnen“ umfasste.
Im 19. Jahrhundert gingen das Herrenhaus und der Park in den Besitz des Moskauer Unternehmers Kusma Soldatjonkow über. Er baute das Hauptgebäude des Herrenhauses um, wobei die wesentlichen architektonischen Formen des Vorgängerbaus erhalten blieben[2].
20.–21. Jahrhundert
Im Jahr 1935 wurde Fili in das Stadtgebiet von Moskau eingegliedert und entwickelte sich zu einem bedeutenden Industriegebiet. Im Jahr 1936 beschloss der Moskauer Sowjet die Einrichtung einer Zweigstelle der „Kinderstadt“ beim Park. Heute ist er als Kinderpark „Fili“ bekannt und untersteht der Verwaltung des Bildungsdepartements.
Im Jahr 1964 wurde durch den Beschluss des Moskauer Sowjets Nr. 43/34 auf der Grundlage des Filjowski-Parks ein nationaler kulturhistorischer Natur- und Landschaftspark geschaffen. Bis in die 1970er Jahre war das Gebiet des Parks praktisch wild, und man konnte dort Elche antreffen, während die Moskauer zum Pilzesammeln in den Park kamen. Im Jahr 1978 erhielt der Park den Status eines Denkmals der Garten- und Parkkunst.
Im Jahr 1997 wurde anlässlich des 850-jährigen Jubiläums Moskaus an der Stelle der Kuntsevo-Siedlung eine hölzerne, im Stil russischer Städte des 10.–12. Jahrhunderts gestaltete „Stadt der Handwerker“ mit Festungsmauern, Wachtürmen und Galerien errichtet. Im Jahr 2002 wurde auf ihrem Gelände das Museum-Herrenhaus der Fürsten Lobanow-Rostowski eröffnet, dessen ehrenamtlicher Kurator Nikita Lobanow-Rostowski wurde. Im Museum werden Archivdokumente aus der Sammlung der Fürstenfamilie, Familienrelikte, Porträts und Fotografien der Romanow-Dynastie sowie Lithografien und Zeichnungen von St. Petersburg und Moskau aus der Zarenzeit ausgestellt.
In den 2010er Jahren wurden umfangreiche Arbeiten zur Verschönerung des Parks durchgeführt. So wurden zwischen 2011 und 2014 Spiel- und Sportplätze angelegt, die Uferpromenade erneuert, neue Laternen und andere kleine architektonische Formen installiert sowie eine Freilichtbühne und ein Freiluftkino eröffnet.
Strandbereich des Parks
Im Jahr 2012 wurde an der Uferpromenade des Parks ein Strandbereich eröffnet, und ein Jahr später wurden Ponton-Pools installiert, deren Wasser aus dem Fluss gespeist und durch ein spezielles Filtersystem gereinigt wird.
Im Jahr 2018 wurde im Park das multifunktionale Ausstellungszentrum Fili Hall mit einer Gesamtfläche von über 400 Quadratmetern eröffnet.
Im Park gibt es einen Verleih von Sportgeräten, einen Kletterpark und im Winter eine Eisbahn. Ein Mutter-Kind-Raum wurde eingerichtet. Unter den Spielplätzen gibt es einen speziellen Platz für Kinder mit Behinderungen.
Entwicklung
Der Bau einer 400 Meter langen Fußgänger- und Radfahrerbrücke, die den Park mit der Mnjownikowskaja-Aue verbinden soll, ist geplant.